# Cirauqui
Cirauqui (baskicky Zirauki) je město v autonomním společenství a zároveň provincii Navarra v severovýchodním Španělsku. Nachází se na Svatojakubské cestě, 30,2 km západně od Pamplony, z druhé strany pohoří Alto del Perdón. V roce 2014 mělo 491 obyvatel.
Ve městě se nachází dva kostely a jedna kaple. Jeho střed je umístěn na vyvýšeném pahorku, a díky tomu je dobře viditelné z velké vzdálenosti. Severně od města probíhá dálnice.